# إسحاق مورايس
إسحاق مورايس (بالبرتغالية: Isaac Morais‏) هو سباح برازيلي، ولد في 26 يوليو 1914 في البرازيل.

## روابط خارجية
- إسحاق مورايس على موقع الاتحاد الدولي للسباحة (الإنجليزية)
- إسحاق مورايس على موقع أوليمبيديا (الإنجليزية)